# Технологія виробництва напівпровідників

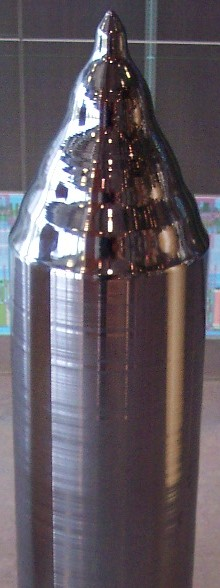
Кристалічний кремній

Мікросхема Apple VTI «Bagpipe».

Технологічний процес напівпровідникового виробництва — технологічний процес виготовлення напівпровідникових (н/п) виробів і матеріалів, що передбачає послідовність технологічних (обробка, складання) та контрольних операцій, частина виробничого процесу виготовлення н/п виробів (транзисторів, діодів тощо).
Для виробництва н/п інтегральних мікросхем, застосовується фотолітографія і літографічне обладнання. Саме роздільна здатність (у мкм і нм) цього обладнання (т. зв. проектні норми) і визначає назву застосовуваного певного технологічного процесу.
Удосконалення технології та відповідне зменшення розмірів напівпровідникових структур, сприяють поліпшенню характеристик (розміри, енергоспоживання, вартість) напівпровідникових приладів (мікросхем, процесорів, мікроконтролерів тощо). Особливу значущість це має для процесорних ядер, стосовно споживання електроенергії та підвищення продуктивності, тож нижче у дописі вказано процесори (ядра) масового виробництва на певному техпроцесі.
Майже завжди використовується кремній, але для особливих застосувань, послуговуються різноманітними складаними напівпровідниками.
Процес виготовлення відбувається на вузькоспеціалізованих заводах з виробництва напівпровідників, які також називають «ливарнями» або «фабриками», з осердям, котре є «чистою кімнатою». Для більш просунутих, досконалих напівпровідникових пристроїв, як-от сучасні вузли розміром 14/10/7 нанометрів, виготовлення може тривати до 15 тижнів, водночас термін 11-13 тижнів, є середнім показником по галузі. Виробництво на передових виробничих потужностях цілком автоматизоване та здійснюється в непроникно закритому азотному середовищі заради підвищення виходу (відсоток мікрочипів, які правильно працюють у пластині), з роботизованими системами пересування матеріалів, котрі піклуються про доправлення пластин від машини до машини. 

## Особливості виготовлення
Технології виробництва напівпровідникової продукції з субмікронними розмірами елементів засновані на надзвичайно розлогому переліку складних фізико-хімічних процесів: отримання тонких плівок термічним і іонно-плазмовим розпиленням у вакуумі, механічна обробка пластин проводиться за 14-м класом чистоти з відхиленням від площинності не більше 1 мкм, широко застосовується ультразвук і лазерне випромінювання, використовуються відпал у кисні та водні, робочі температури для плавлення металів сягають понад 1500 °C, водночас дифузійні печі підтримують температуру з точністю 0,5 °C, широко застосовуються небезпечні хімічні елементи та сполуки (наприклад, білий фосфор).
Усе це обумовлює особливі вимоги до виробничої гігієни, так звану «електронну охайність», адже у робочій зоні обробки напівпровідникових пластин або на операціях складання кристала, не повинно бути більше п'яти порошинок розміром 0,5 мкм у 1 літрі повітря. Тож в чистих кімнатах на фабриках з виготовлення подібних виробів усі працівники зобов'язані носити особливі, виготовлені з металізованої тканини комбінезони, халати, фартухи, куртки з капюшонами і прилаштованими до них захисними окулярами. У рекламних матеріалах компанії Intel, спецодяг працівників отримав назву bunny suit («костюм кролика»).

## Етапи технологічного процесу

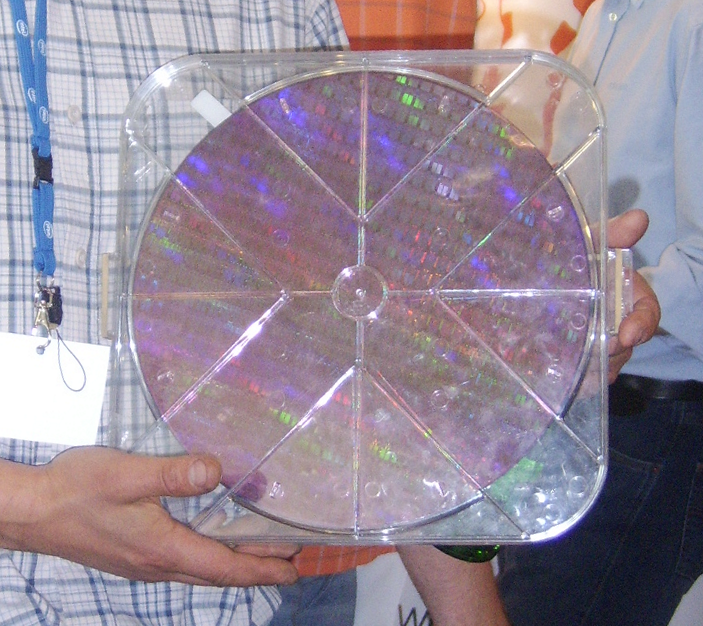
Пластина монокристалічного кремнію з готовими мікросхемами

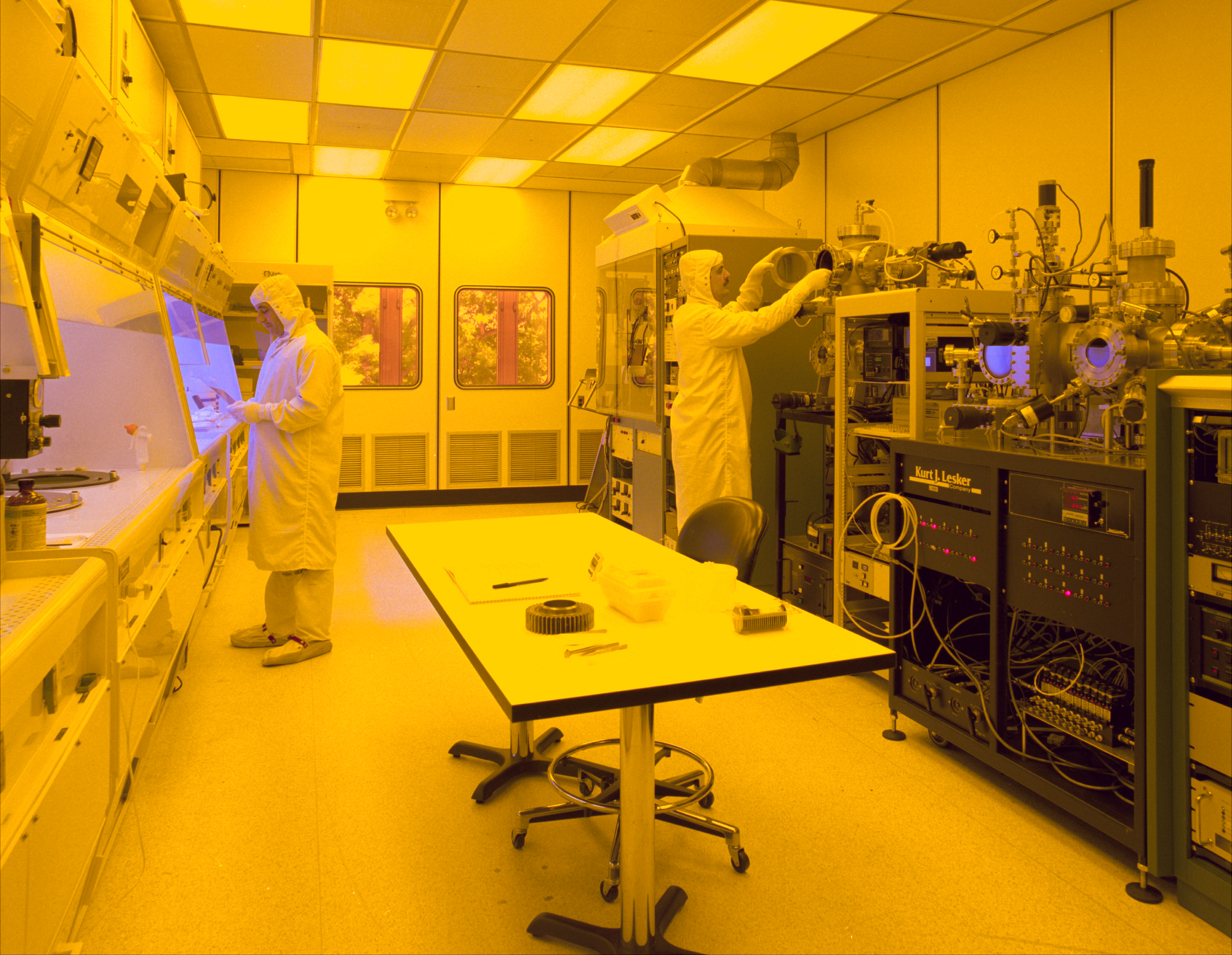
Для виконання вимог електронної виробничої гігієни будують особливо чисті приміщення, у яких люди можуть перебувати тільки в спеціальному одязі

Технологічний процес виробництва напівпровідникових приладів та інтегральних мікросхем (мікропроцесорів, модулів пам'яті та ін.) охоплює нижченаведені операції.
- Механічну обробку напівпровідникових пластин — отримують пластини напівпровідника із суворо заданою геометрією, потрібної кристалографічної орієнтації (не гірше ± 5 %) і класом чистоти поверхні. Ці пластини надалі слугують заготовками у виробництві приладів або підкладками для нанесення епітаксійного шару.
- Хімічну обробку (попередню всім термічним операціями) — видалення механічно порушеного шару напівпровідника і очищення поверхні пластини. Основні способи хімічної обробки: рідинне і газове травлення, плазмохімічні методи. Для отримання на пластині рельєфу (профілізація поверхні) у вигляді виступів і западин певної геометрії, для витравлювання вікон у маскувальних покриттях, для прояву прихованого зображення в шарі експонованого фоторезисту, для видалення його заполімеризованих залишків, для отримання контактних майданчиків і розведення в шарі металізації, застосовують хімічну (електрохімічну) обробку.
- Епітаксіальне нарощування шару напівпровідника — осадження атомів напівпровідника на підкладку, внаслідок чого на ній утворюється шар, кристалічна структура якого подібна структурі підкладки. Водночас підкладка часто виконує лише завдання механічного носія.
- Отримання маскувального покриття — для захисту шару напівпровідника від проникнення домішок на наступних операціях легування. Найчастіше проводиться шляхом окиснення епітаксійного шару кремнію в середовищі кисню за високої температури.
- Фотолітографія — здійснюється для утворення рельєфу в діелектричній плівці.
- Введення електрично активних домішок у пластину для утворення окремих p- та n-областей — потрібно для створення електричних переходів, ізолювальних дільниць. Проводиться методом дифузії з твердих, рідких або газоподібних джерел; основними дифузантами у кремній є фосфор і бор.

- Термічна дифузія — спрямоване переміщення частинок речовини в бік убування їх концентрації: визначається градієнтом концентрації. Часто застосовується для отримання введення легувальних домішок у напівпровідникові пластини (або вирощені на них епітаксіальні шари) для отримання протилежної, порівняно з вихідним матеріалом, типу провідності, або елементів із більш низьким електричним опором.
- Іонне легування (застосовується для виготовлення напівпровідникових приладів із великою щільністю переходів, сонячних батарей і ПВЧ-структур) визначається початковою кінетичною енергією іонів у напівпровіднику і виконується в два етапи:
  - в напівпровідникову пластину на вакуумній установці вводять іони,
  - робиться відпал за високої температури

У підсумку відновлюється порушена структура напівпровідника й іони домішки посідають вузли кристалічної решітки.
- Отримання омічних контактів і створення пасивних елементів на пластині — за допомогою обробки фотолітографії в шарі оксиду, що покриває ділянки сформованих структур, над попередньо створеними дуже легованими областями n+- або p+-типу, які забезпечують низький перехідний опір контакту, розкривають вікна. Потім, шляхом вакуумного напилення, всю поверхню пластини покривають шаром металу (металізують), надлишок металу видаляють, залишивши його тільки на місцях контактних майданчиків і розводки. Отримані у такий спосіб контакти, для поліпшення адгезії матеріалу контакту до поверхні і зменшення перехідного опору, термічно обробляють (операція відпалу). У разі напилення на матеріал оксиду спеціальних сплавів, отримують пасивні тонкоплівкові елементи — резистори, конденсатори, індуктивності.
- Додавання додаткових шарів металу (у сучасних процесах — близько 10 шарів), між шарами розташовують діелектрик (англ. inter-metal dielectric, IMD) із наскрізними отворами.
- Пасивація поверхні пластини. Перед контролем кристалів треба очистити їх зовнішню поверхню від різних забруднень. Більш зручною (у технологічному плані) є очищення пластин безпосередньо після скрайбування або різання диском, поки вони ще не розділені на кристали. Це доцільно й через те, що крихти напівпровідникового матеріалу, утворені під час скрайбування або надрізання пластин, потенційно є причиною появи браку коли їх розмелюють на кристали з утворенням подряпин при металізації. Найчастіше пластини очищають у деіонізованій воді на установках гідромеханічного (щіткового) відмивання, а потім сушать на центрифузі, у термошафі за температури не більше 60 °C або інфрачервоним нагрівом. На очищеній пластині визначаються дефекти, що вносяться операцією скрайбування і подрібнення пластин на кристали, а також під час раніше проведених операцій — фотолітографії, окисленні, напилюванні, вимірі (відколи й мікротріщини на робочій поверхні, подряпини та інші ушкодження металізації, залишки оксиду на контактних майданчиках, різні залишкові забруднення у вигляді фоторезиста, лаку, маркувальної фарби тощо).
- Тестування нерозрізаної пластини. Зазвичай це випробування зондовими головками на установках автоматичного розбракування пластин. У мить торкання зондами розбраковуваних структур вимірюються електричні показники. Під час цього, маркуються браковані кристали які потім відкидаються. Лінійні розміри кристалів зазвичай не відстежують, оскільки їх висока точність забезпечується механічною та електрохімічною обробкою поверхні (товщина) і наступним скрайбуванням (довжина і ширина).
- Поділ пластин на кристали — механічно поділяє (розрізанням) пластину на окремі кристали.
- Збірка кристала і наступні операції монтажу кристала в корпус і герметизація — приєднання до кристалу виводів і подальше пакування в корпус, з подальшою його герметизацією.
- Електричні вимірювання та випробування — проводяться заради відбракування виробів, що мають невідповідні технічній документації параметри. Іноді навмисно випускаються мікросхеми з «відкритою» верхньою межею параметрів, що допускають згодом роботу в позаштатних для решти мікросхем режимах підвищеного навантаження (див., наприклад, Розгін комп'ютерів).
- Для виконання вимог електронної виробничої гігієни будують особливо чисті приміщення, у яких люди можуть перебувати тільки в спеціальному одязіТестова структура — гетероструктура, утворена на напівпровідниковій пластині, що використовується під час тестового контролю мікросхем на виробництві. Завершальний технологічний цикл виготовлення пристрою — вельми важливе і складне завдання (так, для перевірки всіх комбінацій схеми, що складається з 20 елементів із 75 (сукупно) входами, при використанні пристрою, що працює за принципом функціонального контролю зі швидкістю 104 перевірок у секунду, буде потрібно 1019 років).
- Маркування, нанесення захисного покриття, пакування — завершальні операції перед відвантаженням готового виробу кінцевому споживачеві.

## Техпроцеси більше 100 нм

### 10 мкм
10 мкм = 10 000 нм — технологічний процес стосується рівня напівпровідникових технологій, який був досягнутий приблизно в 1971—1972 роках, провідними напівпровідниковими компаніями, як-от Intel.
- Intel 4004 ЦП — 1971 рік;
- Intel 8008 ЦП — 1972 рік.

### 6 мкм
6 мкм = 6000 нм — техпроцес, застосований компанією Zilog 1975 року в ЦП Zilog Z80.

### 3 мкм
3 мкм = 3000 нм — техпроцес, котрий відповідає рівню технології, досягнутому 1979 року в Intel. Відповідає лінійній роздільній здатності літографічного обладнання, приблизно рівній 3 мкм.
- Intel 8085 — 1977 рік, було виготовлено з використанням 3,2 мкм техпроцесу.
- Intel 8086 — 1978 рік, техпроцес 3,2 мкм.
- Intel 8088 — 1979 рік, техпроцес 3,2 мкм[8].

### 1,5 мкм
1,5 мкм = 1500 нм — техпроцес, що відповідає рівню технології, досягнутому Intel 1982 року. Відповідає лінійній роздільній здатності літографічного обладнання, приблизно рівній 1,5 мкм.
- Intel 80286 — 1982 рік.

### 1 мкм
1 мкм = 1000 нм — техпроцес сягає рівня напівпровідникової технології, який був досягнутий приблизно 1985 року провідними напівпровідниковими компаніями, як-от Intel і IBM.
- Intel 80386 — 1985 рік.

### 0,8 мкм
0,8 мкм = 800 нм — техпроцес, що відповідає рівню технології, досягнутому в кінці 1980-х — початку 1990-х років компаніями Intel і IBM.
- Intel 80486 — 1989 рік.
- MicroSPARC I — 1992 рік.
- Перші Intel P5 Pentium на частотах 60 і 66 МГц — 1993 рік.

### 0,6 мкм
0,6 мкм = 600 нм — техпроцес, досягнутий виробничими потужностями компаніями Intel і IBM у 1994—1995 роках.
- Intel 80486DX4 — 1994 рік.
- IBM / Motorola PowerPC 601, перший чип архітектури PowerPC.
- Intel Pentium на частотах 75, 90 і 100 МГц.
- МЦСТ-R100 — 1998, 0,5 мкм, 50 МГц.

### 0,35 мкм
350 нм — техпроцес, що відповідає рівню технології, досягнутому 1997 року провідними компаніями-виробниками мікросхем, як-от Intel, IBM, і TSMC. Стосується лінійної роздільної здатності літографічного обладнання, приблизно рівної 0,35 мкм.
- Intel Pentium MMX (P55)
- Intel Pentium Pro
- Pentium II (Klamath)
- МЦСТ-R150 — 2001, 150 МГц.

### 0,25 мкм
250 нм — техпроцес, що відповідає рівню технології, досягнутому 1998 року провідними компаніями-виробниками мікросхем. Відповідає лінійній роздільній здатності літографічного обладнання, приблизно рівній 0,25 мкм.
Шарів металу до 6; мінімальна кількість масок — 22.
- Pentium II (Deschutes)
- Pentium III (Katmai)

### 0,18 мкм
180 нм — техпроцес, що відповідає рівню технології, досягнутому 1999 року провідними компаніями-виробниками мікросхем. Відповідає лінійній роздільній здатності літографічного обладнання, приблизно рівній 0,180 мкм.
Шарів металу до 6—7; мінімальна кількість масок — 22—24.
- AMD Athlon XP (Palomino)
- Intel Pentium III (Coppermine)

### 0,13 мкм
130 нм — техпроцес, що відповідає рівню технології, досягнутому в 2000—2001 роках провідними компаніями-виробниками мікросхем. Відповідає лінійній роздільній здатності літографічного обладнання, приблизно рівній 130 нм.
- Intel Pentium III Tualatin
- Intel Celeron Tualatin-256 — жовтень 2001 року
- Intel Pentium M Banias — березень 2003 року
- Intel Pentium 4 Northwood — січень 2002 року
- Intel Celeron Northwood-128 — вересень 2002 року
- Intel Xeon Prestonia і Gallatin — лютий 2002 року
- AMD Athlon XP Thoroughbred, Thorton і Barton
- AMD Athlon MP Thoroughbred — серпень 2002 року
- AMD Athlon XP-M Thoroughbred, Barton і Dublin
- AMD Duron Applebred — серпень 2003 року
- AMD K7 Sempron Thoroughbred-B, Thorton і Barton — липень 2004 року
- AMD K8 Sempron Paris — липень 2004 року
- AMD Athlon 64 Clawhammer і Newcastle — вересень 2003 року
- AMD Opteron Sledgehammer — червень 2003 року
- МЦСТ Ельбрус 2000 (1891BM4Я) — липень 2008 року
- МЦСТ-R500S (1891ВМ3) — 2008 рік, 500 МГц

## Техпроцеси менше 100 нм

### 90 нм (0,09 мкм)
90 нм — техпроцес, що відповідає рівню напівпровідникової технології, якого було досягнуто до 2002—2003 років. Відповідає лінійній роздільній здатності літографічного обладнання, приблизно рівній 90 нм.
Технологічний процес із проєктною нормою 90 нм часто використовується з технологіями напруженого кремнію, мідних з'єднань із меншим опором, ніж у раніше застосовуваного алюмінію, а також новим діелектричним матеріалом із низькою діелектричною проникністю.
- Intel Pentium 4 (Prescott)
- МЦСТ-R1000 (2011 рік, 4 ядра, 1 ГГц)
- AMD Turion 64 X2 (мобільний)
- Ельбрус-S (2010)

### 65 нм (0,065 мкм)
65 нм — техпроцес, що відповідає рівню технології, досягнутому до 2004 року провідними компаніями-виробниками мікросхем. Відповідає лінійній роздільній здатності літографічного обладнання, приблизно рівній 65—70 нм.
- Intel Pentium 4 (Cedar Mill) — 16 січня 2006 року
- Intel Pentium D 900-series — 16 січня 2006 року
- Intel Celeron D (Cedar Mill cores) — 28 травня 2006 року
- Intel Celeron M
- Intel Core — 5 січня 2006 року
- Intel Core 2 — 27 липня 2006 року
- Intel Core 2 Duo
- Intel Core 2 Quad
- Intel Xeon — 14 березня 2006 року

- AMD Athlon 64 — 20 лютого 2007 року
- AMD Phenom X3, X4
- AMD Turion 64 X2 (мобільний)
- AMD Turion 64 X2 Ultra (мобільний)

- STI Cell — PlayStation 3 — 17 листопада 2007 року
- Microsoft Xbox 360 «Falcon» CPU — вересень 2007 року
- Microsoft Xbox 360 «Opus» CPU — 2008 рік
- Microsoft Xbox 360 «Jasper» CPU — жовтень 2008 року
- Microsoft Xbox 360 «Jasper» GPU — жовтень 2008 року
- Sun UltraSPARC T2 — жовтень 2007 року
- TI OMAP 3 — лютий 2008 року
- VIA Nano — травень 2008 року
- Loongson — 2009 рік
- Ельбрус-4С — 2014 рік

### 50 нм (0,050 мкм)
50 нм — техпроцес, котрий відповідає рівню технології, досягнутому до 2005 року провідними компаніями-виробниками мікросхем. Відповідає лінійній роздільній здатності літографічного обладнання, приблизно рівній 50 нм.

### 45 нм (0,045 мкм)
45 нм — техпроцес, що відповідає рівню технології, досягнутому до 2006—2007 років провідними компаніями-виробниками мікросхем. Відповідає лінійній роздільній здатності літографічного обладнання, приблизно рівній 45 нм. Для мікроелектронної промисловості став революційним, оскільки це був перший техпроцес, що використовує технологію high-k/metal gate (HfSiON/TaN в технології компанії Intel), для заміни фізично себе вичерпаних SiO2/poly-Si.
- Intel Core 2 Duo
- Intel Core 2 Quad
- Intel Core i3, i5, i7
- AMD Phenom II X2, X3, X4, X6
- AMD Athlon II X2, X3, X4
- Fujitsu SPARC64 VIIIfx
- XCGPU (APU від GlobalFoundries, з 2010)

### 32 нм (0,032 мкм)
32 нм — техпроцес, що відповідає рівню технології, досягнутому до 2009—2010 року провідними компаніями-виробниками мікросхем. Відповідає роздільній здатності літографічного обладнання, приблизно рівній 32 нм. Восени 2009 компанія Intel перебувала на етапі переходу до цього нового техпроцесу. З початку 2011 року почали вироблятися процесори за даним техпроцесом.
- Intel Sandy Bridge
- Intel Saltwell
- AMD Bulldozer
- AMD Piledriver[en] (друге покоління Bulldozer)
- Друге покоління AMD APU: Llano, Trinity, Weatherford, Richland (32 нм)

### 28нм (0,028 мкм)
У третьому кварталі 2010 року на нових потужностях розташованої на Тайвані фабрики Fab 12 компанії TSMC повинен початися серійний випуск продукції за 28-нанометровою технологією.
- Багатоядерні процесори Snapdragon фірми Qualcomm.
- Мобільні процесори Apple A7, виготовлені Samsung.

У травні 2011 року за технологією 28 нм фірмою Altera була випущена найбільша у світі мікросхема, що складається з 3,9 млрд транзисторів.
- AMD Steamroller (третє покоління Bulldozer, очікується до середини 2014 року)[18][19].
- Ельбрус-8С (восьми-ядерний процесор серверного класу з архітектурою Ельбрус, очікується до 2015 року)[20][21].

### 22 нм (0,022 мкм)
22 нм — техпроцес, що відповідає рівню технології, досягнутому до 2009—2012 роках провідними компаніями — виробниками мікросхем. Відповідає лінійній роздільній здатності літографічного обладнання, приблизно рівній 22 нм. 22-нм елементи утворюються під час літографії, шляхом експонування маски світлом довжиною хвилі 193 нм.
2008 року, на щорічній виставці високих технологій International Electron Devices Meeting у Сан-Франциско технологічний альянс компаній IBM, AMD і Toshiba продемонстрував комірку пам'яті SRAM, виконану за 22-нм техпроцесом із транзисторів типу FinFET, які, своєю чергою, виконуються за прогресивною технологією high-k/metal gate (затвори транзистора виготовляються не з кремнію, а з гафнію), площею всього 0,128 мкм² (0,58 × 0,22 мкм). Також про розробку комірки пам'яті типу SRAM площею 0,1 мкм² створену по техпроцесу 22 нм оголосили IBM і AMD. Перші працездатні тестові зразки регулярних структур (SRAM) представлені публіці компанією Intel 2009 року. 22-нм тестові мікросхеми являють собою пам'ять SRAM і логічні модулі. SRAM-осередки розміром 0,108 і 0,092 мкм² працюють у складі масивів за 364 млн біт. Осередок площею 0,108 мкм² оптимізований для роботи в низьковольтному середовищі, а осередок площею 0,092 мкм² є найменшим із відомих сьогодні осередків SRAM.
Виробляються процесори за такою технологією з початку 2012 року.
- Intel Ivy Bridge / Ivy Bridge-E
- Intel Haswell (послідовник Ivy Bridge, із вбудованим GPU).
- Intel Bay Trail-M (мобільні Pentium і Celeron на мікроархітектурі Silvermont; вересень 2013)

### 16 нм FinFET
Станом на вересень 2014 року, тайванська компанія TSMC продовжувала розробки 16 нм техпроцесу на транзисторах із вертикально розташованим затвором (fin field effect transistor, FinFET) і планувала почати 16 нм виробництво в 1 кварталі 2015 року.

### 14 нм (0,014 мкм)
Будівництво заводу під назвою Fab42 в американському штаті Аризона почалося в середині 2011 року, а в експлуатацію, передбачалося, він буде зданий 2013 року. За заявою Intel, він стане найсучаснішим заводом із масового випуску комп'ютерних процесорів — Intel буде випускати тут продукцію по 14-нанометровій технології на основі 300-міліметрових кремнієвих пластин. Завод також стане першим масовим виробництвом, сумісним із 450-мм пластинами. У будівництво планується вкласти понад 5 млрд $. На мить запуску Fab 42 стане, як очікується, одним із найбільш передових у світі заводів із випуску напівпровідникової продукції у великих обсягах.
У січні 2014 року Intel оголосила про затримку відкриття заводу Fab 42. Відкриття заводу було перенесено на IV кварталі 2014 року, а масове виробництво на I квартал 2015 року.
Станом на травень 2014 компанія Samsung продовжувала розробки техпроцесів 14 нм LPE/LPP. 2015 року Samsung випускатиме процесори для Apple за нормами 14 нм.

### 10 нм (0,01 мкм)
Тайванський напівпровідниковий виробник United Microelectronics (UMC) повідомив, що приєднається до технологічного альянсу IBM для участі в розробці 10-нм CMOS-техпроцесу.
2011 року поширювалася інформація про плани Intel щодо випуску серверних рішень і розвитку техпроцесу 10 нм до 2018 року.
Пробний випуск продукції компанії Taiwan Semiconductor Manufacturing Company (TSMC) за нормами 10 нм було намічено на 2015 рік, а серійний — на 2016 рік.
У телефоні Samsung Galaxy S8 2017 року використовується 10-нанометровий техпроцес.

### 7 нм (0,007 мкм)
За деякими даними Intel планував вийти на ринок із технологічним процесом 7 нм 2017 року.

### 6 нм (0,006 мкм)
16 квітня 2019 р. компанія TSMC сповістила про освоєння технологічного процесу 6-нм у ризиковому виробництві, що дозволяло збільшити щільність елементів мікросхем на 18 %. Цей техпроцес є більш дешевою противагою техпроцесу 5 нм, він дозволяє легко масштабувати топології, розроблені для 7 нм.

### 5 нм (0,005 мкм)
У 1-й половині 2019 року, компанія TSMC розпочала ризикове виробництво чипів за 5-нм техпроцесом. Перехід на цю технологію дозволяє збільшити щільність електронних компонентів на 80 % і підвищити швидкодію на 15 %.
Технологічний процес 5-нм кінцеві користувачі отримали 2020 року, зокрема на його основі виготовлено процесор Apple A14 Bionic. На думку деяких експертів, 5 нм буде кінцем закону Мура.

### 2 нм (0,002 мкм)
У травні 2021 року IBM оголосила, що виготовила транзистор 2 нм з використанням трьох нанопластів шару кремнію з довжиною ключів (gate) 12 нм.   
У липні 2021 року Intel оприлюднила дорожню мапу технологічних процесів з 2021 року. Компанія підтвердила свій 2-нм технологічний процес під назвою Intel 20A,  з буквою «A» щодо ангстрема, одиниці, еквівалентної 0,1 нанометра. Водночас вони представили нову схему іменування вузлів процесу, яка узгоджувала назви їхніх виробів з аналогічними позначеннями їхніх основних конкурентів.  Очікується, що процесор Intel 20A стане першим, хто перейшов від FinFET до транзисторів Gate All-Round (GAAFET ); Версія Intel називається «RibbonFET».  Їхня дорожня мапа на 2021 рік передбачала введення вузла Intel 20A у 2024 році

### Менше 2 нм
У 2008 році британські дослідники створили транзистори товщиною в один атом і десять атомів шириною. Вони були вирізані з графену, потенційної альтернативи кремнію як основи комп’ютерів майбутнього. Графен — це матеріал, виготовлений із плоских листів вуглецю у стільниковому порядку, і є лідуючим претендентом. Команда з Університету Манчестера, використала його, щоб створити одні з найменших транзисторів на той час: пристрої лише 1 нм у поперечнику, які містять лише кілька вугільних кілець.
У 2012 році було виготовлено одноатомний транзистор з використанням атома фосфору, звʼязаного з кремнієвим листом (між двома значно більшими електродами). Цей транзистор можна назвати транзистором 180 пікометрів, радіусом Ван-дер-Ваальса атома фосфору; хоча його ковалентний радіус, у звʼязці з кремнієм, ймовірно, менший. Створення транзисторів меншого розміру вимагатиме або використання елементів з меншими атомними радіусами, або використання субатомних частинок, таких як електрони чи протони, як функціональних транзисторів.
У 2016 році дослідники з лабораторії Берклі створили транзистор із робочим 1-нанометровим затвором.
У липні 2021 року Intel запланувала виробництво 18A (еквівалентно 1,8 нм) на 2025 рік. Дорожня карта Intel від лютого 2022 року показала, що 18A забезпечить 10% підвищення продуктивності на ват у порівнянні з Intel 20A та буде готовий до виробництва у 2 півріччі 2024 року.
У грудні 2021 року була продемонстрована конструкція CMOS логічного транзистора Вертикального Транспортування FET (VTFET) із вертикальним нанолистом із кроком затвора менше 45 нм.
У травні 2022 Imec представила дорожню карту процесу, яка подовжує поточну піврічну частоту впровадження вузлів і правило іменування вузлів квадратного-кореня-з-двох до 2036 року. Дорожня карта закінчується вузлом процесу A2 (для 2 ангстрем), названим за аналогією з TSMC схемою іменування, яка буде запроваджена до того часу.
Крім розмірного масштабування транзисторних структур і з'єднань, Imec прогнозує такі інновації:
- впровадження нової транзисторної архітектура (forksheet FET, CFET, CFET з атомним каналом (2D матеріал));
- розгортання інструментів EUV з високою числовою апертурою (0,55) з першим інструментом вартістю 400 мільйонів доларів США, який буде завершено в ASML у 2023 році, а перший виробничий інструмент буде відправлено Intel у 2025 році;
- подальше зменшення розмірів стандартної комірки (з часом до «менше 4» доріжок);
- розподіл електроенергії на задній стороні, заглиблені рейки живлення;
- нові матеріали (рутеній для металізації (інтерконнекти), графен, моношар WS2 для атомного каналу);
- нові технології виготовлення (субтрактивна металізація, пряме травлення металу);
- повітряні проміжки для подальшого зниження відносної діелектричної проникності інтерметалічного діелектрика і, отже, ємності інтер-коннектів;
- інновації в дизайні інтегрованих схем (чіплети 2.5D, 3D-інтерконнект), більш просунуті інструменти розвідувального аналізу.

У вересні 2022 року Samsung представила свої майбутні бізнес-цілі, які включають початок масового виробництво за 1,4 нм техпроцессом до 2027 року.